# Robert Surcouf
Robert Surcouf (Saint-Malo, dicembre 1773 – Saint-Malo, 8 luglio 1827) è stato un corsaro francese del XVIII secolo, che combatté soprattutto la flotta inglese nei mari dell'India.

## Biografia

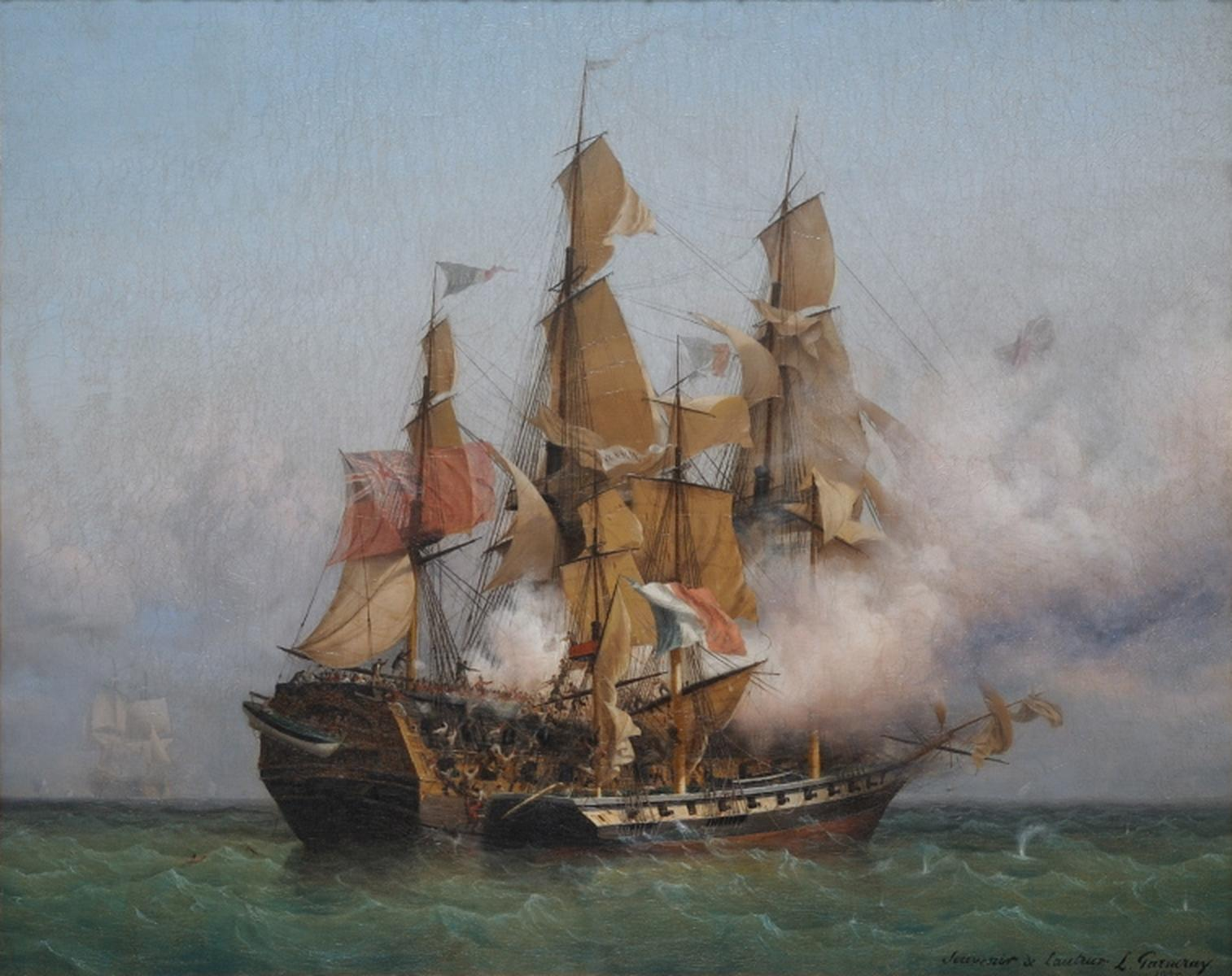
La Confiance sotto il comando di Surcouf (18 cannoni e 190 marinai) prende il Kent (40 cannoni e 437 uomini d'equipaggio). Quadro di Ambroise Louis Garneray.

Robert Surcouf nacque vicino a Saint-Malo, da sempre terra di corsari, da una famiglia abbastanza agiata. La madre discendeva da René Duguay-Trouin, un altro celebre corsaro bretone.
Si dice che Surcouf prese la via del mare a seguito di una storia d'amore e che il padre della ragazza gli avrebbe promesso la mano della figlia se fosse diventato ricco; nella realtà Surcouf era già imbarcato a quindici anni con le navi negriere dei mercanti di schiavi in Africa. Surcouf si diede alla guerra di corsa nel 1796 e combatté gli inglesi con notevole successo nei mari indiani.
La sua prima vittoria fu la cattura di una nave della Compagnia Inglese delle Indie Orientali armata di ventisei cannoni e con un centinaio di passeggeri europei, per cui venne ottenuto un riscatto. In questi anni la base di Surcouf era Ile de France (oggi Mauritius).
Dopo anni di guerra, Surcouf decise di ritornare in Francia; a causa della mancanza della lettera di corsa ufficiale doveva essere privato dei suoi beni, ma con decisione speciale e per ringraziarlo dei suoi successi, si decise di lasciargli l'intero bottino accumulato, di oltre 1.700.000 franchi. Nel 1803 Napoleone venne ad offrirgli il posto di capitano per la guerra contro l'Inghilterra. Surcouf rifiutò, ritenendo che non avrebbe avuto l'indipendenza che desiderava e anche perché pensava che fosse più vantaggioso combattere l'Inghilterra con un blocco economico (cosa che lo stesso Napoleone fece dopo pochi anni).
Rimase in ozio pochi anni e poi riprese la vita del corsaro continuando ad accumulare una fortuna notevole fino al 1813 quando ritornò in Europa e si ritirò definitivamente a Saint-Malo dove  morì l'8 luglio 1827.

## NaviSurcouf
Sino ad oggi 5 navi della marina francese sono state a lui dedicate
- Un avviso (tipo di corvetta) a propulsione mista vela-vapore in servizio tra il 1858 ed il 1855
- Un incrociatore a vapore in servizio tra il 1889 ed il 1921
- Il sommergibile Surcouf in servizio tra 1929 ed il 1942
- La nave capoclasse della classe T 47 in servizio tra 1964 de il 1972
- Una fregata Classe La Fayette (F 771), in servizio dal 1993